# Victor Cazalet
 Victor Alexander Cazalet (* 27. Dezember 1896; † 4. Juli 1943 in Gibraltar) war ein britischer Politiker (Conservative Party).

## Leben und Tätigkeit

### Frühe Jahre
Cazalet war hugenottischer Abstammung. Er wuchs in wohlhabenden Verhältnissen als Sohn einer Kaufmannsfamilie auf. Unter dem Einfluss seiner Mutter, einer Anhängerin der Philosophie Christian Science, entwickelte auch er sich zu einem hingebungsvollen Verfechter dieser Lehre. Cazalets Patentante war die britische Königin Victoria, die wiederholt im Haus des Cazalets in Nizza abgestiegen war.
Cazalet wurde an der Eton School erzogen, wo der spätere Premierminister Anthony Eden zu seinen direkten Mitschülern gehörte. Anschließend studierte er – unterbrochen vom Einsatz im Ersten Weltkrieg – am Christ Church College der Universität Oxford. Ab 1915 nahm er mit den Queen’s Own West Kent Yeomanry am Ersten Weltkrieg teil. 1917 erreichte er den Rang eines Captain. Von 1918 bis 1919 gehörte er dem Stab des Generals Knox, der ein britisches Expeditionskorps zur Unterstützung der konterrevolutionären „weißen“ Truppen, die in Sibirien gegen die Bolschewisten kämpfte, an.

### Karriere als Politiker und Geschäftsmann
Cazalets politische Karriere wurde ihm durch ein hohes Maß an finanzieller Unabhängigkeit ermöglicht: Außer beträchtlichen Mitteln, über die er von Hause aus verfügte, besaß er erkleckliche Einnahmen, die ihm durch Kunstgeschäfte zuflossen. So konnte er sich einen aufwendigen Lebensstil leisten, zahlreiche Reisen unternehmen und Freunde mit teuren Geschenken bedenken. Als Landbesitzer war Cazalet Eigentümer eines Anwesens bei Cranbrooke in Kent, zu dem ein großes Landhaus (Great Swifts) gehörte. In London besaß er wiederum eine luxuriöse Wohnung am Belgrave Square.
Anlässlich der britischen Parlamentswahlen des Jahres 1924 gelang es Cazalet erstmals, als Abgeordneter in das House of Commons, das britische Parlament, einzuziehen. In diesem vertrat er fortan, bis zu seinem Tod 1943, den Wahlkreis Chippenham. Bei den Wahlen der Jahre 1929, 1931 und 1935 wurde sein Mandat jeweils bestätigt.
Während einer Palästinareise im Jahr 1924 entwickelte Cazelet sich zu einem nachdrücklichen Unterstützer des modernen Zionismus. Zuvor hatte er dem Judentum – zumindest in Osteuropa und den Vereinigten Staaten – ausgesprochen kritisch gegenübergestanden: Unter dem Eindruck seiner Erlebnisse in Russland in den Jahren 1918 und 1919 hatte er eine geringe Meinung von der dortigen jüdischen Bevölkerung entwickelt, während er die amerikanischen Juden verdächtigte, im russischen Bürgerkrieg die sowjetische Seite zu unterstützen und die gegen die kontreevolutionären „weißen“ Truppen gerichtete Stimmung in den USA zu schüren: So kennzeichnete er den „jüdischen Einfluss in Amerika“ als die Wurzel des Problems der nach seiner Auffassung unzureichenden Bekämpfung des sowjetischen Russlands durch die USA.
Während des Spanischen Bürgerkrieges sympathisierte Cazalet mit den Frankisten und gehörte dem Ausschuss der Friends of National Spain an.
Cazalets Haltung zum nationalsozialistischen Regime in Deutschland war wechselvoll: Nach einem Besuch in Deutschland im August 1933, während dessen er das KZ Dachau besichtigte, erklärte er einen positiven Eindruck von diesem Lager gewonnen zu haben, in dem er kein „ungebührliches Elend“ und keine „ungebührlichen Unannehmlichkeiten“ auf Seiten der Häftlinge festgestellt habe (“no undue misery or discomfort”). Auch ein deutsches Arbeitslager, das er 1936 besichtigte, befand Cazalet als, im Vergleich mit ähnlichen Einrichtungen in der Sowjetunion, positiv. Nach einer Reise in das gerade von Deutschland annektierte Österreich im April 1938 zeigte er sich von der Behandlung der in Wien lebenden Juden durch die neuen Herrscher entsetzt: Er verfasste fortan Artikel für Zeitungen, in denen er eine liberale, möglichst viele Flüchtlinge ins Land lassende Haltung der britischen Regierung plädierte. Außerdem schloss er sich dem Rathbone Committee an. Der Appeasement-Politik der Regierungen Baldwin und Chamberlain gegenüber dem NS-Staat in den Jahren 1935 bis 1938 stand Cazalet mit Skepsis gegenüber, unterstützte diese aber äußerlich aus Parteidisziplin.
Politisch stand Cazalet seit den frühen 1920er Jahren in engen Beziehungen zu Winston Churchill, den er häufig auf dessen Anwesen Chartwell in Kent – nahe Cazalets eigenem Anwesen – besuchte. Während des Zweiten Weltkriegs ernannte Churchill Cazalet, der 1940 als Offizier reaktiviert wurde, zu seinem Verbindungsmann zur polnischen Exilregierung.
Während des Zweiten Weltkriegs war Cazalets einer der wenigen prominenten alliierten Politiker, die die massenhafte Ermordung der osteuropäischen Juden in den von den Nationalsozialisten kontrollierten Gebieten öffentlich thematisierten. So erklärte er in einer Rede im britischen Unterhaus im Mai 1943, in der er die Ergebnisse der alliierten Bermuda-Konferenz kritisierte, dass die Alliierten mit unzureichender Dringlichkeit gegen das Mordgeschehen in Osteuropa vorgehen würden: “The Jews are being exterminated today.” ([„Es bleibt keine Zeit weiter zuzuwarten!] Die Juden werden jetzt ausgemerzt.“)
Cazalet starb am 4. Juli 1943 zusammen mit dem Chef der polnischen Exilregierung Sikorski und vierzehn weiteren Personen, als das Flugzeug, mit dem sie von der britischen Basis in Gibraltar nach Großbritannien zurückfliegen wollten, kurz nach dem Start abstürzte.

## Familie und Privatleben
Cazalets Schwester Thelma Cazalet-Keir war eine prominente Feministin und Unterhausabgeordnete für die Conservative Party, während sein Bruder ein Rennpferdtrainer war.
Cazalet war ein Abstinenzler, der weder Alkohol noch Tabak konsumiert. Er heiratete nie und blieb kinderlos. Da die meisten engen Freundschaften, die er im Leben unterhielt, ihn mit homosexuellen und bisexuellen Männern verbanden (so Harold Nicolson, der Autor Hugh Walpole, der Tennisspieler Gottfried von Cramm, der Parlamentarier Bob Boothby und Francis Lenn Taylor, dem Vater von Elizabeth Taylor), sind ihm selbst immer wieder homosexuelle Neigungen nachgesagt worden.
Cazalet war der Patenonkel von Winston Churchills jüngster Tochter Mary sowie der später als Schauspielerin bekannt gewordenen Elizabeth Taylor, für deren Schulbildung in Großbritannien er auch aufkam. Da die Philosophie der Christian Science, der Cazalet sich verschrieben hatte, das Konzept des Paten verwirft, sind die Angaben der Literatur allerdings widersprüchlich, ob er einen amtlichen Patenstatus für diese Mädchen hatte, oder ob es sich um inoffizielle Verpflichtungen seinerseits handelte.